# Seznam hrvaških kolesarjev
Seznam hrvaških kolesarjev.

## B
- Viena Balen
- Marina Boduljak
- Mirko Bohte
- Ferdinand Budicki (Buditzky)

## Č
- Martin Čotar

## D
- Đuka Dukanović

## Đ
- Kristijan Đurasek

## F
- Ivan Foschio (1899-1986)

## G
- Stjepan Grgac
- Franjo Gregl (1891-1916) (slov.-hrv.)

## K
- Emanuel Kišerlovski
- Robert Kišerlovski
- Matija Kvasina

## L
- Ivan Levačić
- Stjepan Ljubić

## M
- Vladimir Miholjević

## P
- Josip Pokupec (1913-1999)
- August Prosenik (slov.-hrv.) (1916-1975)

## R
- Mia Radotić
- Radoslav Rogina
- Josip Rumac

## Š
- Josip Škrabl (1903-73)

## V
- Nevio Valčić